# Green Bay
Green Bay er en by i Wisconsin. Byen har 107.395(2020) indbyggere, uden forstæder, og et areal på 140,7 km².
I Danmark er byen nok mest kendt for Green Bay Packers, byens hold i NFL.